# Deniz Undav
Deniz Undav (Varel, 1996. július 19. –) német válogatott labdarúgó, a VfB Stuttgart játékosa.

## Pályafutása

### Klubcsapatokban
A TSV Achim, a Werder Bremen, az SC Weyhe és a TSV Havelse korosztályos csapataiban nevelkedett. 2014–15-ben mutatkozott be a Havelse felnőtt csapatában a negyedosztályban. A következő szezonban gólkirály lett, de nagyobb klubok ajánlatai elmaradtak. 2017 és 2020 között megfordult a Eintracht Braunschweig II és az SV Meppen csapatában.
2020 áprilisában jelentették be, hogy a belga Royale Union Saint-Gilloise csapatában folytatja, ahova hároméves szerződést írt alá. 2021. március 13-án megnyerték a másodosztályt, amelyben 26 mérkőzésen 17 gólt szerzett. November 21-én négy gólt szerzett az élvonalban a KV Oostende ellen 7–1-re megnyert találkozón. A szezon gólkirálya és legjobb játékosa is ő lett.
2022. január 31-én az angol Brighton & Hove Albion 7 millió euróért szerződtette és négy és félévre írt alá. A szezont kölcsönbe még a Royale Union Saint-Gilloise töltötte. 2023. augusztus 2-án kölcsönbe a VfB Stuttgart csapatába igazolt. 2024. január 27-én mesterhármast szerzett az RB Leipzig ellen 5–2-re megnyert bajnoki mérkőzésen.

### A válogatottban
Német és török színeket is képviselhetett volna, de ő az előbbi válogatottat választotta. 2024. március 23-án mutatkozott be a német válogatottban Hollandia ellen 2–0-ra megnyert felkészülési mérkőzésen a 80. percben Kai Havertz cseréjeként. 2024. május 14-én bekerült Julian Nagelsmann szövetségi kapitány ideiglenes keretébe, amely a 2024-es labdarúgó-Európa-bajnokságra utazik. Június 7-én a szűkítés során maradt a keretben.

## Sikerei, díjai

### Klub
- Union SG
  - Belga másodosztály bajnok: 2020–21

### Egyéni
- A belga első osztály gólkirálya: 2021–22
- Az év belga labdarúgója: 2021–22[10]
- Bundesliga – Hónap játékosa: 2023 november, 2024 január[22]
- VDV Bundesliga – A szezon újonca: 2023–24[23]